# Shawangunk
Pour la chaîne de montagnes située dans le même État, voir Shawangunk Ridge.
La ville de Shawangunk est située dans le comté d’Ulster, dans l’État de New York, aux États-Unis. Sa population s’élevait à 14 332 habitants lors du recensement de 2010, estimée à 14 063 habitants en 2016.